# Dziewiąte wrota

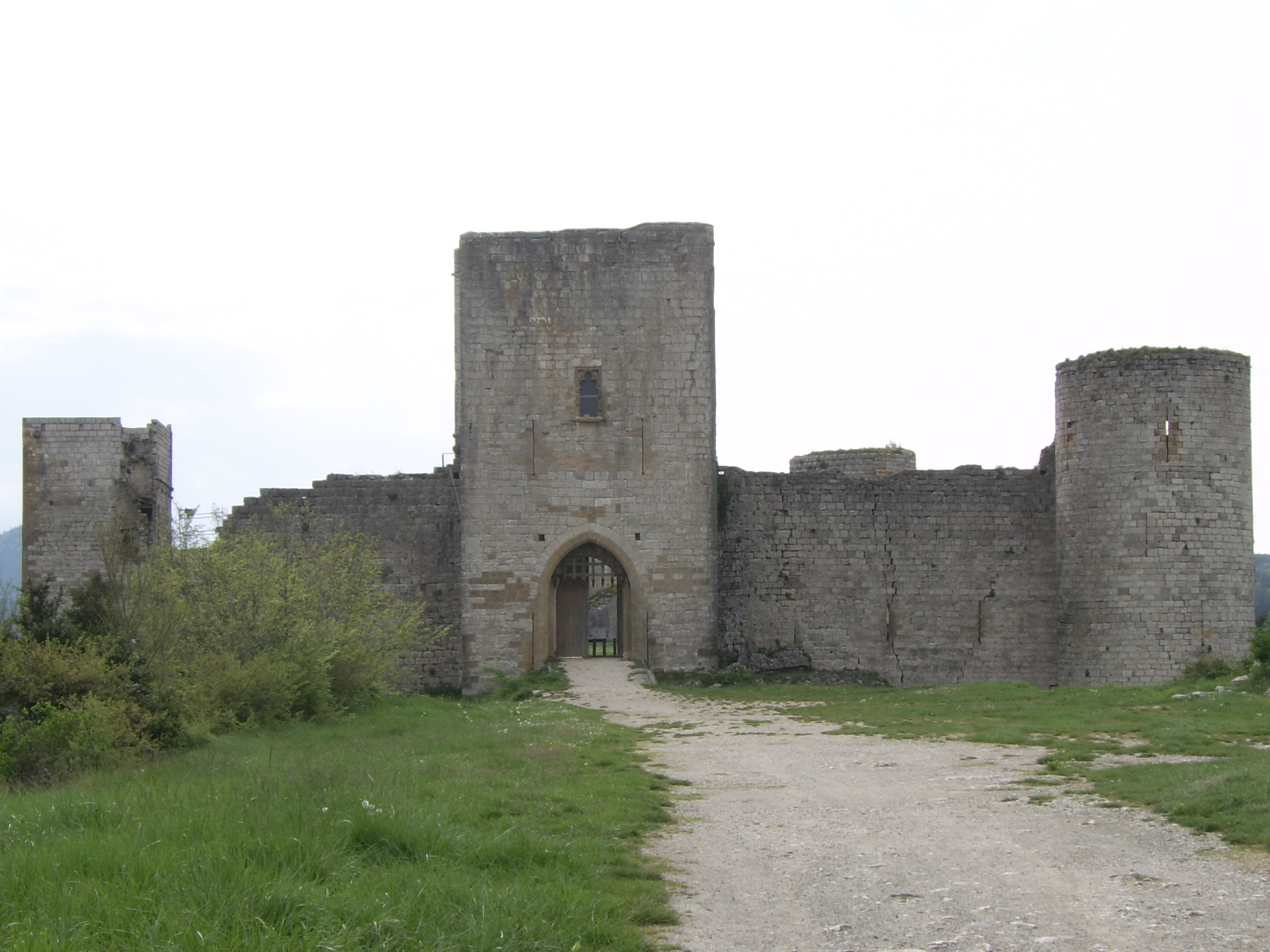
Zamek Puivert

Dziewiąte wrota – francusko-amerykańsko-hiszpański film w reżyserii Romana Polańskiego z 1999 r. na podstawie powieści Klub Dumas Artura Péreza-Revertego. 
Jest to drugi po Dziecku Rosemary film Polańskiego podejmujący satanistyczną tematykę i trzeci w jego reżyserii obraz, w którym jedną z głównych ról kreuje jego żona – Emmanuelle Seigner.
Według serwisu Rotten Tomatoes film uzyskał w prasie około 42% pozytywnych opinii (na podstawie 86 recenzji).

## Produkcja
Zdjęcia powstawały we Francji (m.in. w Paryżu, na zamkach katarów w Puivert w departamencie Aude oraz w Ferrières w departamencie Sekwana i Marna, w wiosce Saint-Paul-de-Fenouillet w Pirenejach Wschodnich, w miasteczkach Mériel i Nesles-la-Vallée w Dolinie Oise), a także w Hiszpanii (Toledo) i w Portugalii (Sintra). Budżet produkcji wyniósł 38 milionów dolarów, a wpływy na całym świecie 58 milionów dolarów.

## Opis fabuły
Dean Corso, nowojorski bibliofil specjalizujący się w odnajdywaniu bezcennych starodruków, na zlecenie bogatego kolekcjonera Borisa Balkana ma odnaleźć dwa egzemplarze księgi Dziewięć Wrót Królestwa Cieni. Ich autor Aristide Torchia został spalony na stosie za kontakty z samym Szatanem. Corso wyrusza w podróż do Europy, której przebiegu zupełnie się nie spodziewa. Na tropie ksiąg dociera aż do Hiszpanii. Od antykwariuszy, braci Ceniza, dowiaduje się, że niektóre z dziewięciu rycin w księdze sygnowane są LCF. Porównując posiadany egzemplarz z należącym do innego kolekcjonera, Victora Fargasa, Corso zauważa istotne różnice pomiędzy rycinami. Dookoła poszukiwacza zaczynają się dziać niepokojące rzeczy. Jego przyjaciel ginie, a sam Corso zostaje napadnięty. Z pomocą przychodzi mu tajemnicza dziewczyna, która staje się jego przewodnikiem i doradcą.

## Obsada
- Johnny Depp – Dean Corso
- Frank Langella – Boris Balkan
- Lena Olin	– Liana Telfer
- Emmanuelle Seigner – Dziewczyna
- Barbara Jefford – baronowa Kessler
- Jack Taylor – Victor Fargas
- James Russo – Bernie
- Jose Lopez Rodero
- Allen Garfield

## Ścieżka dźwiękowa
Oryginalna ścieżka dźwiękowa do Dziewiątych wrót została skomponowana przez Wojciecha Kilara. Album został wydany 16 listopada 1999 roku. Portal AllMusic wystawił płycie ocenę 3/5. „Uczta, na której poszczególne dania, mimo iż złożone są z wielokrotnie próbowanych składników to dostarczają słuchaczowi wyjątkowych i niezapomnianych doznań” – pisał o albumie Damian Sołtysik z portalu Soundtracks.pl.

1. Vocalise: „Theme from the Ninth Gate” – 3:56
2. „Opening Titles” – 3:31
3. „Corso” – 3:24
4. „Bernie is Dead” – 4:31
5. „Liana” – 3:03
6. „Plane to Spain” – 4:48
7. „The Motorbike” – 1:18
8. „Missing Books/Stalking Corso” – 4:41
9. „Blood on His Face” – 1:13
10. „Chateau Saint Martin” – 4:05
11. „Liana's Death” – 2:38
12. „Boo! / The Chase” – 4:29
13. „Balkan's Death” – 3:52
14. „The Ninth Gate” – 1:13
15. „Corso and the Girl” – 3:20
16. Vocalise: Theme from the Ninth Gate (Reprise) – 3:56